# Takaši Kavaniši
Takaši Kavaniši (japonsko 川西 隆), japonski nogometaš.
Za japonsko reprezentanco je odigral tri uradne tekme.